# Parafia św. Antoniego Padewskiego w Górnem
Parafia świętego Antoniego Padewskiego w Górnem – parafia rzymskokatolicka, znajdująca się w diecezji ełckiej, w dekanacie Gołdap.